# Vincy-Reuil-et-Magny
Vincy-Reuil-et-Magny és un municipi francès situat al departament de l'Aisne i a la regió dels Alts de França. L'any 2007 tenia 128 habitants.

## Demografia

### Població
El 2007 la població de fet de Vincy-Reuil-et-Magny era de 128 persones. Hi havia 50 famílies de les quals 12 eren unipersonals (12 homes vivint sols), 19 parelles sense fills, 15 parelles amb fills i 4 famílies monoparentals amb fills.
La població ha evolucionat segons el següent gràfic:
Habitants censats

### Habitatges
El 2007 hi havia 59 habitatges, 53 eren l'habitatge principal de la família, 3 eren segones residències i 3 estaven desocupats. 58 eren cases i 1 era un apartament. Dels 53 habitatges principals, 45 estaven ocupats pels seus propietaris i 8 estaven llogats i ocupats pels llogaters; 1 tenia dues cambres, 11 en tenien tres, 11 en tenien quatre i 31 en tenien cinc o més. 30 habitatges disposaven pel capbaix d'una plaça de pàrquing. A 20 habitatges hi havia un automòbil i a 24 n'hi havia dos o més.

### Piràmide de població
La piràmide de població per edats i sexe el 2009 era:
| Homes | Edats   | Dones |
| ----- | ------- | ----- |
| 0     | 95 o +  | 0     |
| 0     | 90 a 94 | 0     |
| 0     | 85 a 89 | 0     |
| 0     | 80 a 84 | 4     |
| 4     | 75 a 79 | 0     |
| 0     | 70 a 74 | 0     |
| 4     | 65 a 69 | 0     |
| 4     | 60 a 64 | 4     |
| 0     | 55 a 59 | 4     |
| 4     | 50 a 54 | 0     |
| 8     | 45 a 49 | 0     |
| 12    | 40 a 44 | 4     |
| 4     | 35 a 39 | 12    |
| 4     | 30 a 34 | 8     |
| 4     | 25 a 29 | 4     |
| 0     | 20 a 24 | 0     |
| 8     | 15 a 19 | 8     |
| 4     | 10 a 14 | 0     |
| 8     | 5 a 9   | 8     |
| 8     | 0 a 4   | 4     |

## Economia
El 2007 la població en edat de treballar era de 84 persones, 50 eren actives i 34 eren inactives. De les 50 persones actives 46 estaven ocupades (32 homes i 14 dones) i 5 estaven aturades (1 home i 4 dones). De les 34 persones inactives 10 estaven jubilades, 2 estaven estudiant i 22 estaven classificades com a «altres inactius».

### Ingressos
El 2009 a Vincy-Reuil-et-Magny hi havia 51 unitats fiscals que integraven 122 persones, la mediana anual d'ingressos fiscals per persona era de 14.355 €.

### Activitats econòmiques
L'únic establiment que hi havia el 2007 era d'una empresa de construcció.
L'únic servei als particulars que hi havia el 2009 era un paleta.
L'any 2000 a Vincy-Reuil-et-Magny hi havia 13 explotacions agrícoles que ocupaven un total de 738 hectàrees.

## Poblacions més properes
El següent diagrama mostra les poblacions més properes.